# Encontro das Nações
Encontro das Nações, também chamado de Clássico das Nações e às vezes de Clássico das Multidões e de Clássico do Povo é o clássico interestadual entre as equipes do Flamengo e Corinthians, que reúnem as maiores torcidas do Brasil.

## História

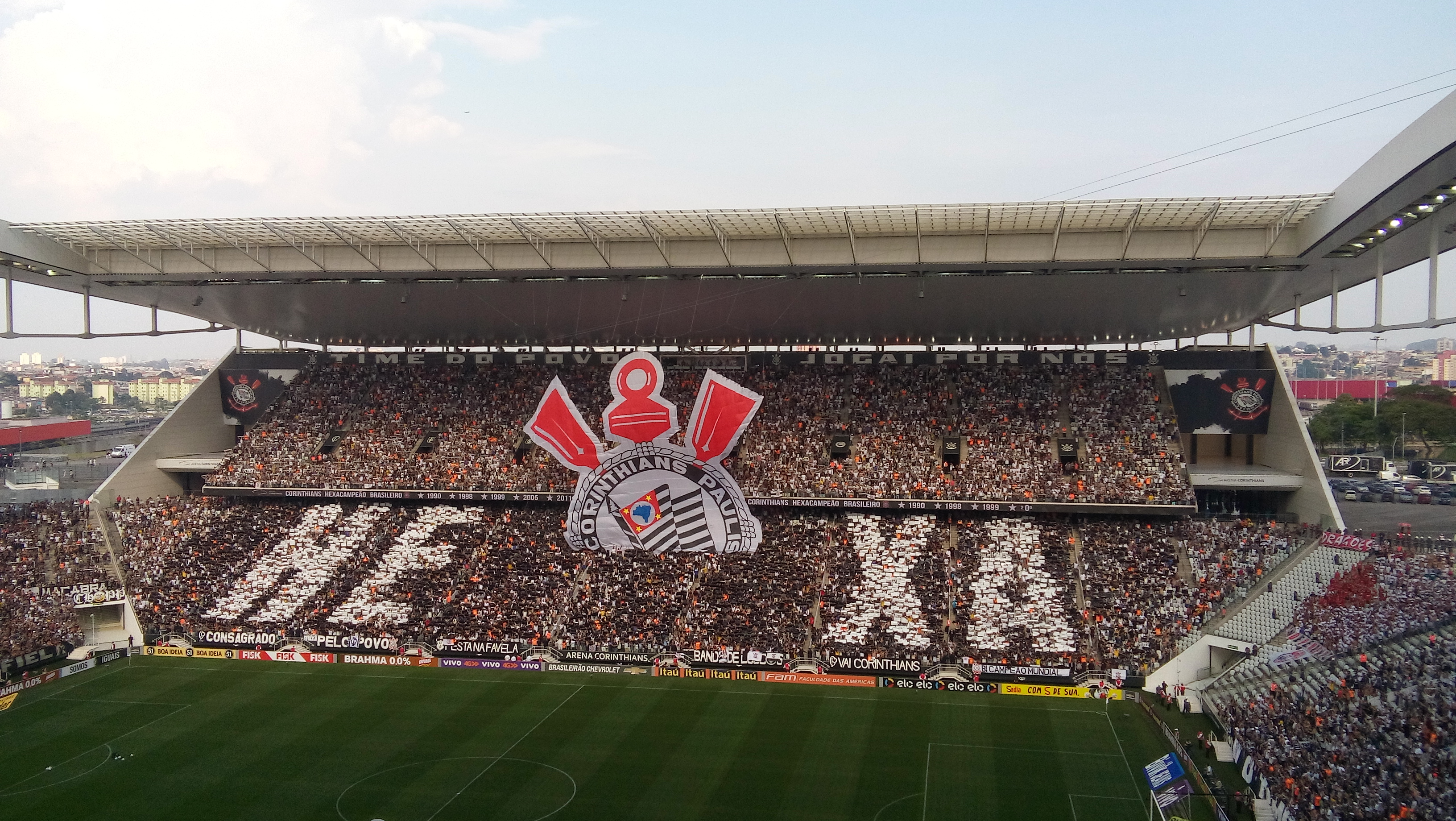
Torcida do Corinthians.

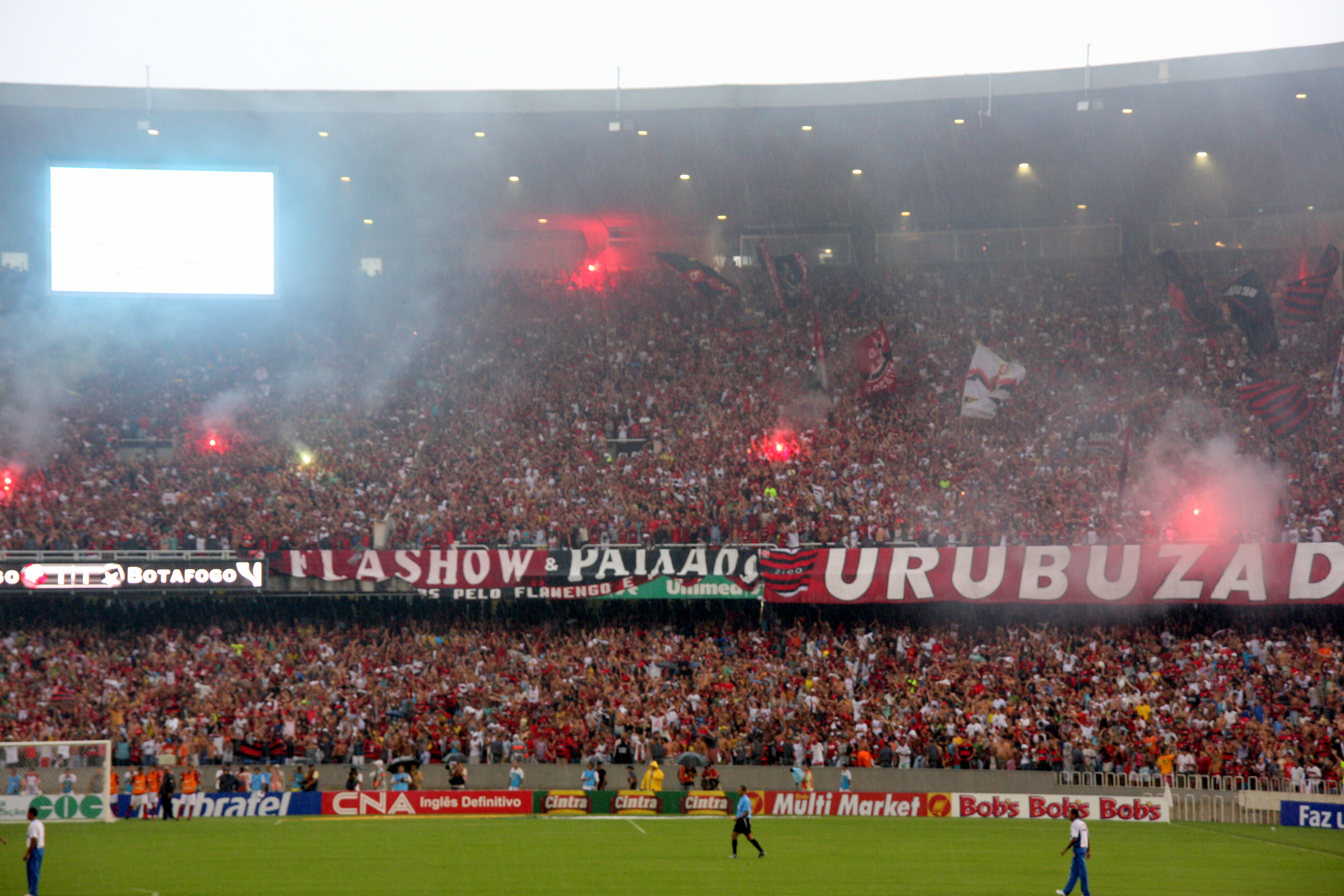
Torcida do Flamengo.

Esse confronto já protagonizou decisões de vagas em competições nacionais (Campeonato Brasileiro e Copa do Brasil) e decidiu o título da Supercopa do Brasil (em jogo único, em São Paulo/SP), tendo o Corinthians sagrando-se campeão. 
Em competições internacionais, os times se enfrentaram em duas edições da Copa Libertadores da América. Na edição de 1991, os dois clubes se enfrentaram na primeira fase, tendo um empate em 1 x 1 no primeiro jogo, realizado na Cidade de Cuiabá-MT, e, na segundo partida, 2 x 0 para a equipe carioca, no jogo que ficou conhecido como "A noite das garrafadas". 
O outro combate foi em 2010, tendo muita expectativa pela presença de grandes jogadores em campo, Ronaldo pelo Corinthians e Adriano pelo Flamengo. Com o resultado do primeiro jogo ficando em 1 x 0 para o Flamengo no Maracanã, com gol marcado por Adriano, o jogo de volta em São Paulo foi eletrizante. Corinthians saiu na frente com gol contra de David Braz e ampliou com Ronaldo aos 39 do primeiro tempo. Contudo, aos 4 minutos do segundo tempo, Vagner Love diminuiu para equipe rubro-negra, dando vantagem ao Flamengo pelo gol marcado fora. No último minuto ficou marcado pela falta defendida pelo goleiro Bruno, gol que daria a classificação para a equipe carioca.   

###### A Noite das Garrafadas
Corinthians e Flamengo ficaram no Grupo 3 da Copa Libertadores de 1991, tendo como adversários os clubes uruguaios do Nacional e Bela Vista. Após o empate em 1 x 1 em Cuiabá, os dois times seguiram suas caminhadas contra os uruguaios, sendo que o Alvinegro do Parque São Jorge obteve dois empates no Uruguai e o Rubro-negro da Gávea uma vitória e um empate. 
Na partida de volta que já garantiria a classificação antecipada para as oitavas-de-finais, no Estádio do Pacaembu, Flamengo inaugurou o placar com um gol contra de Wilson Mano, meia do Corinthians, logo aos 11 minutos do primeiro tempo. Aos 36 minutos do segundo tempo, o Flamengo chega ao segundo gol, através de uma cabeçada de Gaúcho, após boa jogada de Júnior e Alcindo. Revoltados com o placar, torcedores corintianos passaram a invadir o gramado e jogar garrafas dentro do campo, uma vez que naquela época era permitido vender cervejas em garrafas de vidro dentro dos estádio. 
Mesmo com a derrota, o Corinthians também se classificou nas duas partidas seguintes, ficando na terceira posição do grupo. Naquele ano, os três primeiros do grupo se classificavam.  

###### Primeira partida e despedida do Pacaembu
A primeira partida entre as equipes aconteceu em 1 de dezembro de 1918, em amistoso, com vitória alvinegra por 2 a 1.
Em 27 de abril de 2014, pela 2ª rodada do Campeonato Brasileiro, a partida entre as equipes foi considerada como a despedida oficial do Estádio do Pacaembu, já que o Corinthians passaria a mandar as suas partidas a partir de então em seu estádio. O Corinthians venceu o jogo por dois a zero.
Campeonato Brasileiro
Pelo Campeonato Brasileiro Unificado foram 75 jogos, com 25 vitórias do Corinthians, 31 do Flamengo e 19 empates.
O Estádio do Maracanã foi o palco que mais recebeu partidas entre as equipes pelo Brasileirão, foram realizados 32 jogos, com 17 vitórias do Flamengo (mandante), 9 vitórias do Corinthians (visitante) e 6 empates, o Flamengo marcou 54 gols e o Corinthians assinalou por 32 vezes.
Já o Estádio do Pacaembu foi o palco que mais recebeu este confronto no Estado de São Paulo pelo Brasileirão, foram realizados 15 jogos, com 9 vitórias do Corinthians (mandante), 3 vitórias do Flamengo (visitante) e 3 empates, o Corinthians marcou 23 gols e o Flamengo assinalou por 16 vezes.
A temporada de 2022,foi a que mais vezes teve disputa entre as duas equipes:6,superando 1966, que teve 5 confrontos.

## Partidas decisivas
Finais
- Em 1991, o Corinthians conquistou a Supercopa do Brasil sobre o Flamengo.
- Em 2022, o Flamengo conquistou a Copa do Brasil sobre o Corinthians.

Mata-matas em competições da CBD/CBF
- Em 1983, o Flamengo eliminou o Corinthians na terceira fase do Campeonato Brasileiro.
- Em 1984, o Corinthians eliminou o Flamengo nas quartas de final do Campeonato Brasileiro.
- Em 1989, o Flamengo eliminou o Corinthians nas quartas de final da Copa do Brasil.
- Em 1997, o Flamengo eliminou o Corinthians nas quartas de final do Torneio Rio-São Paulo.
- Em 2018, o Corinthians eliminou o Flamengo na semifinal da Copa do Brasil.
- Em 2019, o Flamengo eliminou o Corinthians nas oitavas de final da Copa do Brasil.
- Em 2024, o Flamengo eliminou o Corinthians na semifinal da Copa do Brasil.

Em competições da Conmebol
- Em 2010, o Flamengo eliminou o Corinthians nas oitavas de final da Copa Libertadores.
- Em 2022, o Flamengo eliminou o Corinthians nas quartas de final da Copa Libertadores.

## Confrontos
| Data                    | Time mandante | Placar | Time visitante | Competição                 | Estádio                 | Local               |
| 1 de dezembro de 1918   | Flamengo      | 1-2    | Corinthians    | Amistoso                   | Rua Paysandu            | Rio de Janeiro      |
| 3 de maio de 1920       | Corinthians   | 2-1    | Flamengo       | Amistoso                   | Palestra Itália         | São Paulo           |
| 14 de julho de 1925     | Corinthians   | 3-0    | Flamengo       | Amistoso                   | Palestra Itália         | São Paulo           |
| 12 de outubro de 1925   | Flamengo      | 1-0    | Corinthians    | Amistoso                   | Rua Paysandu            | Rio de Janeiro      |
| 30 de outubro de 1938   | Corinthians   | 1-3    | Flamengo       | Amistoso                   | Fazendinha              | São Paulo           |
| 28 de agosto de 1940    | Flamengo      | 3-1    | Corinthians    | Torneio Rio-São Paulo      | Estádio das Laranjeiras | Rio de Janeiro      |
| 4 de setembro de 1941   | Corinthians   | 0-1    | Flamengo       | Amistoso                   | Pacaembu                | São Paulo           |
| 20 de dezembro de 1941  | Corinthians   | 5-4    | Flamengo       | Amistoso                   | Pacaembu                | São Paulo           |
| 21 de março de 1942     | Corinthians   | 1-1    | Flamengo       | Torneio Quinela de Ouro    | Pacaembu                | São Paulo           |
| 22 de outubro de 1942   | Corinthians   | 2-4    | Flamengo       | Amistoso                   | Pacaembu                | São Paulo           |
| 13 de fevereiro de 1944 | Corinthians   | 3-2    | Flamengo       | Amistoso                   | Pacaembu                | São Paulo           |
| 28 de fevereiro de 1944 | Corinthians   | 4-2    | Flamengo       | Amistoso                   | Pacaembu                | São Paulo           |
| 21 de junho de 1945     | Corinthians   | 4-4    | Flamengo       | Amistoso                   | Pacaembu                | São Paulo           |
| 22 de dezembro de 1950  | Flamengo      | 6-2    | Corinthians    | Torneio Rio-São Paulo      | São Januário            | Rio de Janeiro      |
| 1 de abril de 1951      | Corinthians   | 3-0    | Flamengo       | Torneio Rio-São Paulo      | Pacaembu                | São Paulo           |
| 16 de março de 1952     | Corinthians   | 3-1    | Flamengo       | Taça São Paulo             | Pacaembu                | São Paulo           |
| 3 de maio de 1953       | Corinthians   | 6-0    | Flamengo       | Torneio Rio-São Paulo      | Pacaembu                | São Paulo           |
| 26 de junho de 1954     | Flamengo      | 1-2    | Corinthians    | Torneio Rio-São Paulo      | Maracanã                | Rio de Janeiro      |
| 15 de maio de 1955      | Flamengo      | 2-0    | Corinthians    | Torneio Rio-São Paulo      | Maracanã                | Rio de Janeiro      |
| 26 de junho de 1955     | Corinthians   | 3-0    | Flamengo       | Torneio Charles Miller     | Pacaembu                | São Paulo           |
| 10 de maio de 1956      | Corinthians   | 5-1    | Flamengo       | Amistoso                   | Pacaembu                | São Paulo           |
| 12 de maio de 1957      | Corinthians   | 0-4    | Flamengo       | Torneio Rio-São Paulo      | Pacaembu                | São Paulo           |
| 29 de junho de 1957     | Corinthians   | 1-3    | Flamengo       | Copa Morumbi               | Pacaembu                | São Paulo           |
| 2 de abril de 1958      | Corinthians   | 3-0    | Flamengo       | Torneio Rio-São Paulo      | Pacaembu                | São Paulo           |
| 19 de abril de 1959     | Corinthians   | 1-5    | Flamengo       | Torneio Rio-São Paulo      | Pacaembu                | São Paulo           |
| 16 de março de 1960     | Flamengo      | 3-1    | Corinthians    | Torneio Rio-São Paulo      | Maracanã                | Rio de Janeiro      |
| 4 de janeiro de 1961    | Corinthians   | 1-2    | Flamengo       | Torneio Octogonal de Verão | Pacaembu                | São Paulo           |
| 25 de fevereiro de 1961 | Corinthians   | 7-2    | Flamengo       | Amistoso                   | Fazendinha              | São Paulo           |
| 8 de abril de 1961      | Corinthians   | 3-0    | Flamengo       | Torneio Rio-São Paulo      | Pacaembu                | São Paulo           |
| 23 de abril de 1961     | Flamengo      | 2-0    | Corinthians    | Torneio Rio-São Paulo      | Maracanã                | Rio de Janeiro      |
| 31 de março de 1963     | Corinthians   | 2-0    | Flamengo       | Torneio Rio-São Paulo      | Pacaembu                | São Paulo           |
| 15 de março de 1964     | Corinthians   | 1-2    | Flamengo       | Torneio Rio-São Paulo      | Pacaembu                | São Paulo           |
| 20 de março de 1965     | Flamengo      | 4-2    | Corinthians    | Torneio Rio-São Paulo      | Maracanã                | Rio de Janeiro      |
| 15 de maio de 1965      | Corinthians   | 5-1    | Flamengo       | Torneio Rio-São Paulo      | Pacaembu                | São Paulo           |
| 31 de janeiro de 1966   | Corinthians   | 0-0    | Flamengo       | Amistoso                   | Pacaembu                | São Paulo           |
| 24 de março de 1966     | Corinthians   | 3-1    | Flamengo       | Torneio Rio-São Paulo      | Pacaembu                | São Paulo           |
| 17 de abril de 1966     | Corinthians   | 0-2    | Flamengo       | Amistoso                   | Monumental de Guayaquil | Guayaquil           |
| 28 de abril de 1966     | Flamengo      | 2-3    | Corinthians    | Amistoso                   | Nacional de Manágua     | Manágua             |
| 8 de maio de 1966       | Corinthians   | 3-2    | Flamengo       | Amistoso                   | Estádio Mateo Flores    | Cidade da Guatemala |
| 6 de maio de 1967       | Flamengo      | 2-3    | Corinthians    | Taça de Prata              | Maracanã                | Rio de Janeiro      |
| 27 de outubro de 1968   | Corinthians   | 0-1    | Flamengo       | Taça de Prata              | Morumbi                 | São Paulo           |
| 23 de novembro de 1969  | Corinthians   | 0-0    | Flamengo       | Taça de Prata              | Morumbi                 | São Paulo           |
| 5 de dezembro de 1970   | Corinthians   | 1-0    | Flamengo       | Taça de Prata              | Pacaembu                | São Paulo           |
| 30 de janeiro de 1971   | Corinthians   | 0-0    | Flamengo       | Torneio do Povo            | Pacaembu                | São Paulo           |
| 11 de fevereiro de 1971 | Corinthians   | 0-0    | Flamengo       | Torneio do Povo            | Pacaembu                | São Paulo           |
| 7 de março de 1971      | Flamengo      | 3-1    | Corinthians    | Amistoso                   | Morenão                 | Campo Grande        |
| 24 de outubro de 1971   | Flamengo      | 1-3    | Corinthians    | Brasileirão                | Maracanã                | Rio de Janeiro      |
| 17 de fevereiro de 1972 | Corinthians   | 1-2    | Flamengo       | Torneio do Povo            | Pacaembu                | São Paulo           |
| 14 de outubro de 1972   | Flamengo      | 0-0    | Corinthians    | Brasileirão                | Maracanã                | Rio de Janeiro      |
| 24 de janeiro de 1973   | Corinthians   | 0-0    | Flamengo       | Torneio do Povo            | Palestra Itália         | São Paulo           |
| 28 de junho de 1973     | Corinthians   | 3-0    | Flamengo       | Amistoso                   | Pacaembu                | São Paulo           |
| 17 de fevereiro de 1974 | Flamengo      | 5-1    | Corinthians    | Amistoso                   | Maracanã                | Rio de Janeiro      |
| 23 de outubro de 1975   | Corinthians   | 0-1    | Flamengo       | Brasileirão                | Morumbi                 | São Paulo           |
| 1 de fevereiro de 1976  | Corinthians   | 1-1    | Flamengo       | Taça Cidade São Paulo      | Morumbi                 | São Paulo           |
| 19 de fevereiro de 1977 | Flamengo      | 0-1    | Corinthians    | Brasileirão                | Maracanã                | Rio de Janeiro      |
| 21 de maio de 1978      | Corinthians   | 1-1    | Flamengo       | Brasileirão                | Morumbi                 | São Paulo           |
| 16 de março de 1979     | Flamengo      | 2-0    | Corinthians    | Amistoso                   | Serejão                 | Taguatinga          |
| 27 de fevereiro de 1982 | Corinthians   | 1-1    | Flamengo       | Brasileirão                | Morumbi                 | São Paulo           |
| 25 de março de 1982     | Flamengo      | 2-0    | Corinthians    | Brasileirão                | Maracanã                | Rio de Janeiro      |
| 17 de abril de 1983     | Flamengo      | 5-1    | Corinthians    | Brasileirão                | Maracanã                | Rio de Janeiro      |
| 1 de maio de 1983       | Corinthians   | 4-1    | Flamengo       | Brasileirão                | Morumbi                 | São Paulo           |
| 29 de abril de 1984     | Flamengo      | 2-0    | Corinthians    | Brasileirão                | Maracanã                | Rio de Janeiro      |
| 6 de maio de 1984       | Corinthians   | 4-1    | Flamengo       | Brasileirão                | Morumbi                 | São Paulo           |
| 3 de fevereiro de 1985  | Flamengo      | 2-0    | Corinthians    | Brasileirão                | Maracanã                | Rio de Janeiro      |
| 3 de abril de 1985      | Corinthians   | 1-1    | Flamengo       | Brasileirão                | Pacaembu                | São Paulo           |
| 21 de setembro de 1986  | Flamengo      | 2-3    | Corinthians    | Brasileirão                | Maracanã                | Rio de Janeiro      |
| 15 de novembro de 1987  | Corinthians   | 1-1    | Flamengo       | Brasileirão                | Pacaembu                | São Paulo           |
| 11 de setembro de 1988  | Flamengo      | 1-0    | Corinthians    | Brasileirão                | Maracanã                | Rio de Janeiro      |
| 2 de agosto de 1989     | Flamengo      | 2-0    | Corinthians    | Copa do Brasil             | Maracanã                | Rio de Janeiro      |
| 12 de agosto de 1989    | Corinthians   | 4-2    | Flamengo       | Copa do Brasil             | Pacaembu                | São Paulo           |
| 17 de setembro de 1989  | Flamengo      | 0-1    | Corinthians    | Brasileirão                | Maracanã                | Rio de Janeiro      |
| 4 de outubro de 1990    | Flamengo      | 1-2    | Corinthians    | Brasileirão                | Maracanã                | Rio de Janeiro      |
| 27 de janeiro de 1991   | Corinthians   | 1-0    | Flamengo       | Supercopa do Brasil        | Morumbi                 | São Paulo           |
| 20 de fevereiro de 1991 | Flamengo      | 1-1    | Corinthians    | Libertadores               | Verdão                  | Cuiabá              |
| 20 de março de 1991     | Corinthians   | 0-2    | Flamengo       | Libertadores               | Pacaembu                | São Paulo           |
| 5 de maio de 1991       | Flamengo      | 2-3    | Corinthians    | Brasileirão                | Maracanã                | Rio de Janeiro      |
| 12 de abril de 1992     | Corinthians   | 1-3    | Flamengo       | Brasileirão                | Pacaembu                | São Paulo           |
| 3 de outubro de 1993    | Corinthians   | 1-0    | Flamengo       | Brasileirão                | Pacaembu                | São Paulo           |
| 14 de novembro de 1993  | Flamengo      | 1-1    | Corinthians    | Brasileirão                | Maracanã                | Rio de Janeiro      |
| 28 de novembro de 1993  | Flamengo      | 1-1    | Corinthians    | Brasileirão                | Maracanã                | Rio de Janeiro      |
| 1 de dezembro de 1993   | Corinthians   | 2-2    | Flamengo       | Brasileirão                | Morumbi                 | São Paulo           |
| 28 de agosto de 1994    | Flamengo      | 5-2    | Corinthians    | Brasileirão                | Maracanã                | Rio de Janeiro      |
| 3 de setembro de 1994   | Corinthians   | 1-0    | Flamengo       | Brasileirão                | Pacaembu                | São Paulo           |
| 27 de novembro de 1994  | Flamengo      | 2-0    | Corinthians    | Brasileirão                | Caio Martins            | Niterói             |
| 9 de setembro de 1995   | Corinthians   | 2-1    | Flamengo       | Brasileirão                | Pacaembu                | São Paulo           |
| 3 de julho de 1996      | Flamengo      | 2-2    | Corinthians    | Amistoso                   | Vivaldão                | Manaus              |
| 8 de setembro de 1996   | Flamengo      | 1-1    | Corinthians    | Brasileirão                | Maracanã                | Rio de Janeiro      |
| 21 de janeiro de 1997   | Flamengo      | 3-0    | Corinthians    | Torneio Rio-São Paulo      | Maracanã                | Rio de Janeiro      |
| 25 de janeiro de 1997   | Corinthians   | 2-0    | Flamengo       | Torneio Rio-São Paulo      | Morumbi                 | São Paulo           |
| 5 de novembro de 1997   | Corinthians   | 1-0    | Flamengo       | Brasileirão                | Morumbi                 | São Paulo           |
| 10 de outubro de 1998   | Flamengo      | 4-1    | Corinthians    | Brasileirão                | Maracanã                | Rio de Janeiro      |
| 31 de janeiro de 1999   | Flamengo      | 2-0    | Corinthians    | Torneio Rio-São Paulo      | Maracanã                | Rio de Janeiro      |
| 7 de fevereiro de 1999  | Corinthians   | 0-3    | Flamengo       | Torneio Rio-São Paulo      | Pacaembu                | São Paulo           |
| 1 de setembro de 1999   | Corinthians   | 1-2    | Flamengo       | Brasileirão                | Pacaembu                | São Paulo           |
| 16 de novembro de 2000  | Corinthians   | 1-4    | Flamengo       | Brasileirão                | Pacaembu                | São Paulo           |
| 24 de janeiro de 2001   | Corinthians   | 4-3    | Flamengo       | Torneio Rio-São Paulo      | Pacaembu                | São Paulo           |
| 14 de outubro de 2001   | Corinthians   | 1-2    | Flamengo       | Brasileirão                | Morumbi                 | São Paulo           |
| 3 de março de 2002      | Flamengo      | 4-3    | Corinthians    | Torneio Rio-São Paulo      | Maracanã                | Rio de Janeiro      |
| 30 de outubro de 2002   | Flamengo      | 0-1    | Corinthians    | Brasileirão                | Maracanã                | Rio de Janeiro      |
| 27 de abril de 2003     | Corinthians   | 1-1    | Flamengo       | Brasileirão                | Pacaembu                | São Paulo           |
| 31 de agosto de 2003    | Flamengo      | 1-0    | Corinthians    | Brasileirão                | Maracanã                | Rio de Janeiro      |
| 20 de junho de 2004     | Corinthians   | 1-1    | Flamengo       | Brasileirão                | Limeirão                | Limeira             |
| 29 de setembro de 2004  | Flamengo      | 0-0    | Corinthians    | Brasileirão                | Maracanã                | Rio de Janeiro      |
| 12 de junho de 2005     | Corinthians   | 4-2    | Flamengo       | Brasileirão                | Vail Chaves             | Mogi Mirim          |
| 25 de setembro de 2005  | Flamengo      | 1-3    | Corinthians    | Brasileirão                | Arena Botafogo          | Rio de Janeiro      |
| 4 de junho de 2006      | Corinthians   | 0-2    | Flamengo       | Brasileirão                | Morumbi                 | São Paulo           |
| 15 de outubro de 2006   | Flamengo      | 3-0    | Corinthians    | Brasileirão                | Maracanã                | Rio de Janeiro      |
| 29 de julho de 2007     | Corinthians   | 2-2    | Flamengo       | Brasileirão                | Morumbi                 | São Paulo           |
| 30 de outubro de 2007   | Flamengo      | 2-1    | Corinthians    | Brasileirão                | Maracanã                | Rio de Janeiro      |
| 9 de agosto de 2009     | Flamengo      | 1-0    | Corinthians    | Brasileirão                | Maracanã                | Rio de Janeiro      |
| 29 de novembro de 2009  | Corinthians   | 0-2    | Flamengo       | Brasileirão                | Brinco de Ouro          | Campinas            |
| 28 de abril de 2010     | Flamengo      | 1-0    | Corinthians    | Libertadores               | Maracanã                | Rio de Janeiro      |
| 5 de maio de 2010       | Corinthians   | 2-1    | Flamengo       | Libertadores               | Pacaembu                | São Paulo           |
| 8 de agosto de 2010     | Corinthians   | 1-0    | Flamengo       | Brasileirão                | Pacaembu                | São Paulo           |
| 27 de outubro de 2010   | Flamengo      | 1-1    | Corinthians    | Brasileirão                | Nilton Santos           | Rio de Janeiro      |
| 5 de junho de 2011      | Flamengo      | 1-1    | Corinthians    | Brasileirão                | Nilton Santos           | Rio de Janeiro      |
| 8 de setembro de 2011   | Corinthians   | 2-1    | Flamengo       | Brasileirão                | Pacaembu                | São Paulo           |
| 15 de janeiro de 2012   | Corinthians   | 2-2    | Flamengo       | Amistoso                   | Estádio do Café         | Londrina            |
| 18 de julho de 2012     | Flamengo      | 0-3    | Corinthians    | Brasileirão                | Nilton Santos           | Rio de Janeiro      |
| 10 de outubro de 2012   | Corinthians   | 3-2    | Flamengo       | Brasileirão                | Pacaembu                | São Paulo           |
| 1 de setembro de 2013   | Corinthians   | 4-0    | Flamengo       | Brasileirão                | Pacaembu                | São Paulo           |
| 24 de novembro de 2013  | Flamengo      | 1-0    | Corinthians    | Brasileirão                | Nilton Santos           | Rio de Janeiro      |
| 27 de abril de 2014     | Corinthians   | 2-0    | Flamengo       | Brasileirão                | Pacaembu                | São Paulo           |
| 14 de setembro de 2014  | Flamengo      | 1-0    | Corinthians    | Brasileirão                | Maracanã                | Rio de Janeiro      |
| 12 de julho de 2015     | Flamengo      | 0-3    | Corinthians    | Brasileirão                | Maracanã                | Rio de Janeiro      |
| 25 de outubro de 2015   | Corinthians   | 1-0    | Flamengo       | Brasileirão                | Neo Química Arena       | São Paulo           |
| 3 de julho de 2016      | Corinthians   | 4-0    | Flamengo       | Brasileirão                | Neo Química Arena       | São Paulo           |
| 23 de outubro de 2016   | Flamengo      | 2-2    | Corinthians    | Brasileirão                | Maracanã                | Rio de Janeiro      |
| 30 de julho de 2017     | Corinthians   | 1-1    | Flamengo       | Brasileirão                | Neo Química Arena       | São Paulo           |
| 19 de novembro de 2017  | Flamengo      | 3-0    | Corinthians    | Brasileirão                | Luso Brasileiro         | Rio de Janeiro      |
| 3 de junho de 2018      | Flamengo      | 1-0    | Corinthians    | Brasileirão                | Maracanã                | Rio de Janeiro      |
| 12 de setembro de 2018  | Flamengo      | 0-0    | Corinthians    | Copa do Brasil             | Maracanã                | Rio de Janeiro      |
| 26 de setembro de 2018  | Corinthians   | 2-1    | Flamengo       | Copa do Brasil             | Neo Química Arena       | São Paulo           |
| 5 de outubro de 2018    | Corinthians   | 0-3    | Flamengo       | Brasileirão                | Neo Química Arena       | São Paulo           |
| 15 de maio de 2019      | Corinthians   | 0-1    | Flamengo       | Copa do Brasil             | Neo Química Arena       | São Paulo           |
| 4 de junho de 2019      | Flamengo      | 1-0    | Corinthians    | Copa do Brasil             | Maracanã                | Rio de Janeiro      |
| 21 de julho de 2019     | Corinthians   | 1-1    | Flamengo       | Brasileirão                | Neo Química Arena       | São Paulo           |
| 3 de novembro de 2019   | Flamengo      | 4-1    | Corinthians    | Brasileirão                | Maracanã                | Rio de Janeiro      |
| 18 de outubro de 2020   | Corinthians   | 1-5    | Flamengo       | Brasileirão                | Neo Química Arena       | São Paulo           |
| 14 de fevereiro de 2021 | Flamengo      | 2-1    | Corinthians    | Brasileirão                | Maracanã                | Rio de Janeiro      |
| 1 de agosto de 2021     | Corinthians   | 1-3    | Flamengo       | Brasileirão                | Neo Química Arena       | São Paulo           |
| 17 de novembro de 2021  | Flamengo      | 1-0    | Corinthians    | Brasileirão                | Maracanã                | Rio de Janeiro      |
| 10 de julho de 2022     | Corinthians   | 1-0    | Flamengo       | Brasileirão                | Neo Química Arena       | São Paulo           |
| 2 de agosto de 2022     | Corinthians   | 0-2    | Flamengo       | Libertadores               | Neo Química Arena       | São Paulo           |
| 9 de agosto de 2022     | Flamengo      | 1-0    | Corinthians    | Libertadores               | Maracanã                | Rio de Janeiro      |
| 12 de outubro de 2022   | Corinthians   | 0-0    | Flamengo       | Copa do Brasil             | Neo Química Arena       | São Paulo           |
| 19 de outubro de 2022   | Flamengo      | 1-1    | Corinthians    | Copa do Brasil             | Maracanã                | Rio de Janeiro      |
| 2 de novembro de 2022   | Flamengo      | 1-2    | Corinthians    | Brasileirão                | Maracanã                | Rio de Janeiro      |
| 21 de maio de 2023      | Flamengo      | 1-0    | Corinthians    | Brasileirão                | Maracanã                | Rio de Janeiro      |
| 7 de outubro de 2023    | Corinthians   | 1-1    | Flamengo       | Brasileirão                | Neo Química Arena       | São Paulo           |
| 11 de maio de 2024      | Flamengo      | 2-0    | Corinthians    | Brasileirão                | Maracanã                | Rio de Janeiro      |
| 1 de setembro de 2024   | Corinthians   | 2-1    | Flamengo       | Brasileirão                | Neo Química Arena       | São Paulo           |

Último confronto
| 27 de Abril | Flamengo                                                    | 4 – 0 | Corinthians | Maracanã, Rio de Janeiro                             |
| 16:00       | Everton Cebolinha 05' · G.De Arrascaeta 34' · Pedro 37, 78' |       |             | Público: 67,501 Árbitro: SC Ramon Abatti Abel (FIFA) |

| G            | 1  | Agustín Rossi     |        |     |
| LD           | 2  | Guillermo Varela  |        | 68' |
| Z            | 15 | Fabrício Bruno    |        |     |
| Z            | 23 | David Luiz        |        | 63' |
| LE           | 6  | Ayrton Lucas      | 17'    | 85' |
| V            | 3  | Léo Ortiz         |        |     |
| V            | 5  | Erick Pulgar      | 7'     | 45' |
| M            | 8  | Gerson            |        |     |
| A            | 7  | Luiz Araújo       |        |     |
| A            | 9  | Pedro             |        | 68' |
| A            | 27 | Bruno Henrique    |        |     |
| Substitutos: |    |                   |        |     |
| G            | 25 | Matheus Cunha     |        |     |
| G            | 49 | Dyogo Alves       |        |     |
| LD           | 43 | Wesley            |        | 68' |
| Z            | 33 | Cleiton           |        |     |
| Z            | 44 | Carbone           |        |     |
| V            | 21 | Allan             | 66'    | 63' |
| V            | 35 | Rayan Lucas       |        |     |
| V            | 37 | Carlos Alcaraz    | 90+11' | 45' |
| V            | 52 | Evertton Araújo   |        |     |
| M            | 19 | Lorran            |        |     |
| M            | 20 | Matheus Gonçalves |        | 85' |
| A            | 22 | Carlinhos         | 90+11' | 68' |
| Técnico:     |    |                   |        |     |
| Tite         |    |                   |        |     |

| G            | 1          | Hugo Souza       |            |     |
| LD           | 23         | Fágner           |            | 77' |
| Z            | 3          | Félix Torres     | 90+3'      |     |
| Z            | 5          | André Ramalho    |            |     |
| Z            | 25         | Cacá             | 90+11'     |     |
| LE           | 21         | Matheus Bidu     |            |     |
| V            | 8          | Charles          | 48'        |     |
| V            | 70         | José Martínez    | 29'        | 76' |
| M            | 10         | Rodrigo Garro    |            |     |
| A            | 22         | Héctor Hernández |            | 7'  |
| A            | 43         | Talles Magno     | 20'        | 59' |
| Substitutos: |            |                  |            |     |
| G            | 32         | Matheus Donelli  |            |     |
| LD           | 2          | Matheuzinho      |            |     |
| Z            | 13         | Gustavo Henrique |            |     |
| LE           | 46         | Hugo             |            |     |
| V            | 14         | Raniele          |            | 76' |
| V            | 27         | Breno Bidon      |            |     |
| V            | 37         | Ryan             |            | 77' |
| M            | 77         | Igor Coronado    |            |     |
| A            | 9          | Yuri Alberto     | 90+5'      | 7'  |
| A            | 11         | Ángel Romero     | 62'        | 59' |
| A            | 16         | Pedro Henrique   |            |     |
| A            | 17         | Giovane          |            |     |
| Técnico:     |            |                  |            |     |
| Ramón Díaz   | Ramón Díaz | Ramón Díaz       | Ramón Díaz | 40' |

## Torcidas
Em 27 pesquisas nacionais de torcidas tabuladas, desde 1983, o Flamengo foi apontado como a maior torcida do Brasil em todas as 27.
População do Brasil estimada em 2014: 202.768.562 habitantes.

### Pesquisas com no máximo 1,0% de margem de erro
Pluri Pesquisas Esportivas
Pesquisa realizada pela Pluri Stochos Pesquisas e Licenciamento Esportivo entre novembro de 2012 e fevereiro de 2013 e publicada em 26 de março de 2013. Foram entrevistadas 21,049 pessoas. A faixa etária escolhida foi acima de 16 anos, sendo esta a pesquisa com a menor margem de erro já divulgada (0,68%).
| Pos.   | Clube                | Torcida (%) | Torcida (numericamente) |
| ------ | -------------------- | ----------- | ----------------------- |
| 1º     | Flamengo             | 16,8%       | 33.768.000              |
| 2º     | Corinthians          | 14,6%       | 29.346.000              |
| Totais | Flamengo-Corinthians | 36,4%       | 63.114.000              |

- Margem de erro de 0,68 p.p.

Ibope
A 5ª Pesquisa LANCE!-Ibope de torcidas ouviu 7.005 pessoas em todo o Brasil, a partir de 10 anos de idade, em municípios de todos os tipos e tamanhos. A margem de erro é de 1,0 pontos percentuais, para mais ou para menos. Isso significa que os números podem ser 1,0 pontos percentuais acima ou abaixo daqueles apresentados na tabela.
| Pos.   | Clube                | Torcida (%) | Torcida (numericamente) |
| ------ | -------------------- | ----------- | ----------------------- |
| 1º     | Flamengo             | 16,2%       | 32.567.299              |
| 2º     | Corinthians          | 13,6%       | 27.340.449              |
| Totais | Flamengo-Corinthians | 29,8%       | 59.907.748              |

- Margem de erro de 1,0 p.p.

Paraná Pesquisas
O Instituto Paraná Pesquisas realizou três pesquisas na população brasileira sobre o tema. A primeira delas teve os dados obtidos entre julho a dezembro de 2013 ao entrevistar 7 302 pessoas maiores de 16 anos em 258 municípios do Brasil. Foi publicada em janeiro de 2014, com margem de erro de 1,0 ponto percentual.
| Pos.   | Clube                | 2014   | Torcida (numericamente) |
| ------ | -------------------- | ------ | ----------------------- |
| 1º     | Flamengo             | 15,95% | 32.341.585              |
| 2º     | Corinthians          | 13,75% | 27.637.500              |
| Totais | Flamengo-Corinthians | 29,70% | 59.979.085              |

- Margem de erro de 1,0 p.p.

### Pesquisa que apontou empate técnico
A pesquisa do Datafolha, realizada entre os dias 3 e 5 de junho de 2018, entrevistou 9.337 pessoas em 207 municípios, com margem de erro máxima de 2 pontos para mais ou para menos, considerando um nível de confiança de 95%. Constatou-se que o Flamengo é o time de preferência de 18% da população brasileira, e o Corinthians é o time preferido de 14% da população. Por essa pesquisa, haveria um empate técnico. Chama a atenção a divulgação do resultado sem as casas decimais e também por apontar maior concentração de torcedores dos dois clubes em relação as pesquisas com menor margem de erro.
| Pos.   | Clube                | 2014  | 2014       |
| ------ | -------------------- | ----- | ---------- |
| 1º     | Flamengo             | 18,0% | 36.475.167 |
| 2º     | Corinthians          | 14,0% | 28.369.574 |
| Totais | Flamengo-Corinthians | 33,0% | 64.844.741 |

## Confrontos
| Data                   | Torneio        | Estádio           | Casa        | Placar | Visitante   | Gols (Casa)                                                | Gols (Visitante)                    |
| ---------------------- | -------------- | ----------------- | ----------- | ------ | ----------- | ---------------------------------------------------------- | ----------------------------------- |
| 28 de abril de 2010    | Libertadores   | Maracanã          | Flamengo    | 1-0    | Corinthians | Adriano 65'                                                |                                     |
| 5 de maio de 2010      | Libertadores   | Pacaembu          | Corinthians | 2-1    | Flamengo    | David (contra) 27', Ronaldo 39'                            | Vágner Love 49'                     |
| 8 de agosto de 2010    | Série A        | Pacaembu          | Corinthians | 1-0    | Flamengo    | Elias 39'                                                  |                                     |
| 27 de outubro de 2010  | Série A        | Nilton Santos     | Flamengo    | 1-1    | Corinthians | Diogo 47'                                                  | Ronaldo 30'                         |
| 5 de junho de 2011     | Série A        | Nilton Santos     | Flamengo    | 1-1    | Corinthians | Renato Abreu 39'                                           | Willian 18'                         |
| 8 de setembro de 2011  | Série A        | Pacaembu          | Corinthians | 2-1    | Flamengo    | Liedson 62', 88'                                           | Deivid 28'                          |
| 15 de janeiro de 2012  | Amistoso       | Estádio do Café   | Corinthians | 2-2    | Flamengo    | Alex 25', Liedson 45'                                      | Darío Bottinelli 67', Negueba 80'   |
| 18 de julho de 2012    | Série A        | Nilton Santos     | Flamengo    | 0-3    | Corinthians |                                                            | Douglas 27', 39', Danilo 55'        |
| 10 de outubro de 2012  | Série A        | Pacaembu          | Corinthians | 3-2    | Flamengo    | Edenílson 60', Paulo André 74', Emerson 89'                | Renato Santos 29', Liedson 90+1'    |
| 1 de setembro de 2013  | Série A        | Pacaembu          | Corinthians | 4-0    | Flamengo    | Alexandre Pato 25', 34', Romarinho 74', Paolo Guerrero 84' |                                     |
| 24 de novembro de 2013 | Série A        | Maracanã          | Flamengo    | 1-0    | Corinthians | Paulinho 18'                                               |                                     |
| 27 de abril de 2014    | Série A        | Pacaembu          | Corinthians | 2-0    | Flamengo    | Guilherme 8', Gil 80'                                      |                                     |
| 16 de setembro de 2014 | Série A        | Maracanã          | Flamengo    | 1-0    | Corinthians | Wallace 64'                                                |                                     |
| 12 de julho de 2015    | Série A        | Maracanã          | Flamengo    | 0-3    | Corinthians |                                                            | Elias 26', Uendel 45+3', Jadson 62' |
| 25 de outubro de 2015  | Série A        | Arena Corinthians | Corinthians | 1-0    | Flamengo    | Vágner Love 45+2'                                          |                                     |
| 3 de julho de 2016     | Série A        | Arena Corinthians | Corinthians | 4-0    | Flamengo    | Ángel Romero 59', 88', Guilherme 77', Rildo 79'            |                                     |
| 23 de outubro de 2016  | Série A        | Maracanã          | Flamengo    | 2-2    | Corinthians | Paolo Guerrero 14', 58'                                    | Guilherme 6', Rodriguinho 45+1'     |
| 30 de julho de 2017    | Série A        | Arena Corinthians | Corinthians | 1-1    | Flamengo    | Jô 22'                                                     | Réver 71'                           |
| 19 de novembro de 2017 | Série A        | Luso Brasileiro   | Flamengo    | 3-0    | Corinthians | Federico Mancuello 21', Diego 33', Felipe Vizeu 45+1'      |                                     |
| 6 de junho de 2018     | Série A        | Maracanã          | Flamengo    | 1-0    | Corinthians | Felipe Vizeu 80'                                           |                                     |
| 12 de setembro de 2018 | Copa do Brasil | Maracanã          | Flamengo    | 0-0    | Corinthians |                                                            |                                     |
| 26 de setembro de 2018 | Copa do Brasil | Arena Corinthians | Corinthians | 2-1    | Flamengo    | Danilo Avelar 14', Pedrinho 69'                            | Henrique (contra) 18'               |
| 5 de outubro de 2018   | Série A        | Arena Corinthians | Corinthians | 0-3    | Flamengo    |                                                            | Lucas Paquetá 60', 66', Renê 90+2'  |
| 15 de maio de 2019     | Copa do Brasil | Arena Corinthians | Corinthians | 0-1    | Flamengo    |                                                            | Willian Arão 79'                    |
| 4 de junho de 2019     | Copa do Brasil | Maracanã          | Flamengo    | 1-0    | Corinthians | Rodrigo Caio 86'                                           |                                     |
| 21 de julho de 2019    | Série A        | Arena Corinthians | Corinthians | 1-1    | Flamengo    | Clayson 62'                                                | Gabriel 85'                         |
| 3 de novembro de 2019  | Série A        | Maracanã          | Flamengo    | 4-1    | Corinthians | Bruno Henrique 45+1', 45+2', 46', Vitinho 67'              | Mateus Vital 52'                    |

| Data                    | Torneio        | Estádio           | Casa        | Placar | Visitante   | Gols (Casa)                   | Gols (Visitante)                                                           |
| ----------------------- | -------------- | ----------------- | ----------- | ------ | ----------- | ----------------------------- | -------------------------------------------------------------------------- |
| 18 de outubro de 2020   | Série A        | Neo Química Arena | Corinthians | 1-5    | Flamengo    | Gil 64'                       | Éverton Ribeiro 32', Vitinho 52', Natan 58', Bruno Henrique 71', Diego 86' |
| 14 de fevereiro de 2021 | Série A        | Maracanã          | Flamengo    | 2-1    | Corinthians | Willian Arão 10', Gabriel 55' | Léo Natel 20'                                                              |
| 1 de agosto de 2021     | Série A        | Neo Química Arena | Corinthians | 1-3    | Flamengo    | Vitinho 88'                   | Éverton Ribeiro 7', Gustavo Henrique 40', Bruno Henrique 44'               |
| 17 de novembro de 2021  | Série A        | Maracanã          | Flamengo    | 1-0    | Corinthians | Bruno Henrique 90+4'          |                                                                            |
| 10 de julho de 2022     | Série A        | Neo Química Arena | Corinthians | 1-0    | Flamengo    | Rodinei (contra) 52'          |                                                                            |
| 2 de agosto de 2022     | Libertadores   | Neo Química Arena | Corinthians | 0-2    | Flamengo    |                               | Giorgian de Arrascaeta 37', Gabriel 51'                                    |
| 9 de agosto de 2022     | Libertadores   | Maracanã          | Flamengo    | 1-0    | Corinthians | Pedro 52'                     |                                                                            |
| 12 de outubro de 2022   | Copa do Brasil | Neo Química Arena | Corinthians | 0-0    | Flamengo    |                               |                                                                            |
| 19 de outubro de 2022   | Copa do Brasil | Maracanã          | Flamengo    | 1-1    | Corinthians | Pedro 7'                      | Giuliano 82'                                                               |
| 2 de novembro de 2022   | Série A        | Maracanã          | Flamengo    | 1-2    | Corinthians | Matheus França 48'            | Du Queiroz 42', Yuri Alberto 75'                                           |
| 21 de maio de 2023      | Série A        | Maracanã          | Flamengo    | 1-0    | Corinthians | Léo Pereira 90+4'             |                                                                            |
| 07 de outubro de 2023   | Série A        | Neo Química Arena | Corinthians | 1-1    | Flamengo    | Gerson 54'                    | Fábio Santos (P)79 '                                                       |
| 11 de maio de 2024      | Série A        | Maracanã          | Flamengo    | 2-0    | Corinthians | Pedro 20', Lorran 63'         |                                                                            |

## Estatísticas
De 1918 até 2025, foram 154 confrontos com 33 empates, 65 vitórias e 239 gols do Flamengo e 56 vitórias e 218 gols do Corinthians.

### Última partida considerada
| 11 de maio | Flamengo               | 2 - 0 | Corinthians | Maracanã, Rio de Janeiro                             |
| 16:00      | Pedro 20' · Lorran 63' |       |             | Público: 56,929 Árbitro: SC Ramon Abatti Abel (FIFA) |

| G            | 1  | Agustín Rossi          |     |       |
| LD           | 2  | Guillermo Varela       |     |       |
| Z            | 4  | Léo Pereira            | 68' |       |
| Z            | 15 | Fabrício Bruno         |     |       |
| LE           | 6  | Ayrton Lucas           |     |       |
| V            | 18 | Nicolás de la Cruz     |     | 90+2' |
| V            | 21 | Allan                  |     |       |
| M            | 8  | Gerson                 |     |       |
| M            | 11 | Éverton                |     | 87'   |
| M            | 19 | Lorran                 |     | 87'   |
| A            | 9  | Pedro                  |     | 45'   |
| Substitutos: |    |                        |     |       |
| G            | 25 | Matheus Cunha          |     |       |
| LD           | 43 | Wesley                 |     |       |
| Z            | 3  | Léo Ortiz              |     | 87'   |
| Z            | 23 | David Luiz             |     |       |
| LE           | 17 | Matías Viña            |     |       |
| V            | 48 | Igor Jesus             |     |       |
| M            | 14 | Giorgian de Arrascaeta |     |       |
| M            | 29 | Victor Hugo            |     | 90+2' |
| A            | 7  | Luiz Araújo            |     | 87'   |
| A            | 10 | Gabriel                |     | 45'   |
| A            | 22 | Carlinhos              |     |       |
| A            | 26 | Werton                 |     |       |
| Técnico:     |    |                        |     |       |
| Tite         |    |                        |     |       |

| G                | 22 | Carlos Miguel    |       |     |
| LD               | 23 | Fágner           |       | 82' |
| Z                | 3  | Félix Torres     |       |     |
| Z                | 13 | Gustavo Henrique |       |     |
| Z                | 25 | Cacá             |       | 75' |
| LE               | 46 | Hugo             |       |     |
| V                | 8  | Paulinho         |       | 45' |
| V                | 27 | Breno Bidon      |       |     |
| M                | 10 | Rodrigo Garro    |       | 82' |
| A                | 11 | Ángel Romero     | 45+4' | 75' |
| A                | 36 | Wesley           |       |     |
| Substitutos:     |    |                  |       |     |
| G                | 12 | Cássio           |       |     |
| LD               | 35 | Léo Maná         |       | 82' |
| Z                | 4  | Caetano          |       |     |
| Z                | 34 | Raul Gustavo     |       |     |
| LE               | 21 | Matheus Bidu     |       |     |
| V                | 37 | Ryan             |       |     |
| M                | 26 | Guilherme Biro   |       | 82' |
| M                | 77 | Igor Coronado    |       | 75' |
| A                | 9  | Yuri Alberto     |       | 45' |
| A                | 17 | Giovane          |       |     |
| A                | 19 | Gustavo Silva    |       | 75' |
| A                | 20 | Pedro Raul       |       |     |
| Técnico:         |    |                  |       |     |
| António Oliveira |    |                  |       |     |

### Primeira partida
A primeira partida aconteceu em 1918 na Rua Paissandu (o local da partida não existe mais).
| 1 de dezembro de 1918 | Flamengo          | 1 – 2 | Corinthians            | Rua Paissandu, Rio de Janeiro                            |
|                       | Carlos Araújo 23' |       | Neco 38' · Amílcar 65' | Público: Não divulgado Árbitro: RJ Frederico Ávila Mello |

### Maiores goleadas
Essas são as maiores goleadas aplicadas por cada lado.

#### Corinthians sobre o Flamengo
Torneio Rio-São Paulo de 1953
| 3 de março de 1953 | Corinthians | 6 – 0 | Flamengo |  |
|                    |             |       |          |  |

Amistoso
| 25 de fevereiro de 1961 | Corinthians | 7 – 2 | Flamengo |  |
|                         |             |       |          |  |

Campeonato Brasileiro de 2013
| 1 de setembro de 2013 | Corinthians | 4 – 0 | Flamengo |  |
|                       |             |       |          |  |

Campeonato Brasileiro de 2016
| 3 de julho de 2016 | Corinthians | 4 – 0 | Flamengo |  |
|                    |             |       |          |  |

#### Flamengo sobre o Corinthians
Torneio Rio-São Paulo de 1950
| 22 de dezembro de 1949 | Flamengo | 6 – 2 | Corinthians |  |
|                        |          |       |             |  |

Torneio Rio-São Paulo de 1957
| 12 de maio de 1957 | Flamengo | 4 – 0 | Corinthians |  |
|                    |          |       |             |  |

Torneio Rio-São Paulo de 1959
| 19 de abril de 1959 | Flamengo | 5 – 1 | Corinthians |  |
|                     |          |       |             |  |

Amistoso
| 17 de fevereiro de 1974 | Flamengo | 5 – 1 | Corinthians |  |
|                         |          |       |             |  |

Campeonato Brasileiro de 1983
| 17 de abril de 1983 | Flamengo | 5 – 1 | Corinthians |  |
|                     |          |       |             |  |

Campeonato Brasileiro de 2020
| 18 de outubro de 2020 | Corinthians | 1 - 5 | Flamengo |  |
|                       |             |       |          |  |

### Partidas com maior número de gols
Esses são os confrontos com o maior números de gols.
9 gols
- Amistoso

| 20 de dezembro de 1941 | Corinthians | 5 – 4 | Flamengo |  |
|                        |             |       |          |  |

- Amistoso

| 22 de fevereiro de 1961 | Corinthians | 7 – 2 | Flamengo |  |
|                         |             |       |          |  |

8 gols
- Amistoso

| 21 de junho de 1945 | Corinthians | 4 – 4 | Flamengo |  |
|                     |             |       |          |  |

- Torneio Rio-São Paulo de 1950

| 22 de dezembro de 1949 | Flamengo | 6 – 2 | Corinthians |  |
|                        |          |       |             |  |

### Maior período de invencibilidade
- Flamengo: 9 jogos (3 anos e 1 mês, de 5 de outubro de 2018 a 17 de novembro de 2021 – 8 vitórias e 1 empate)[11]
- Corinthians: 9 jogos (3 anos e 4 meses, de 5 de maio de 2010 a 1 de setembro de 2013 – 6 vitórias e 3 empates)[11]

### Maiores públicos
Campeonato Brasileiro de Futebol de 1984 (quartas-de-final – 2º jogo)
| 6 de maio | Corinthians | 4 – 1 | Flamengo | Estádio do Morumbi, São Paulo  |
|           |             |       |          | Público: 123 435 (115002 pags) |

Campeonato Brasileiro de Futebol de 1984 (quartas-de-final – 1º jogo)
| 29 de abril | Flamengo | 2 – 0 | Corinthians | Maracanã, Rio de Janeiro |
|             |          |       |             | Público: 98 656          |

Outros grandes públicos
Aonde não constam os públicos presentes e pagantes, a referência é aos pagantes, acima de 50.000 presentes.
1. Corinthians 4 a 1 Flamengo, 123.435, 6 de maio de 1984, Morumbi (115.002 pagantes)
2. Flamengo 2 a 0 Corinthians, 98.656, 29 de abril de 1984, Maracanã
3. Corinthians 1 a 1 Flamengo, 91.811, 27 de fevereiro de 1982, Morumbi
4. Flamengo 5 a 1 Corinthians, 91.120, 17 de abril de 1983, Maracanã
5. Corinthians 4 a 1 Flamengo, 73.884, 1 de maio de 1983, Morumbi
6. Flamengo 2 a 1 Corinthians, 72.062, 31 de outubro de 2007, Maracanã (62.026 pagantes)
7. Flamengo 1 a 0 Corinthians, 68.418, 9 de agosto de 2022, Maracanã (62.802 pagantes)[13]
8. Flamengo 4 a 0 Corinthians, 67.501, 27 de abril de 2025, Maracanã (62.940 pagantes)
9. Flamengo 2 a 2 Corinthians, 65.743, 23 de outubro de 2016, Maracanã (54.250 pagantes)
10. Flamengo 4 a 1 Corinthians, 64.012, 3 de novembro de 2019, Maracanã (59.822 pagantes)
11. Flamengo 1 a 0 Corinthians, 55.586, 4 de junho de 2019, Maracanã
12. Flamengo 4 a 1 Corinthians, 54.309, 10 de outubro de 1998, Maracanã
13. Flamengo 2 a 0 Corinthians, 52.024, 3 de fevereiro de 1985, Maracanã
14. Flamengo 1 a 1 Corinthians, 51.177, 14 de novembro de 1993, Maracanã

- Pelo menos o jogo com público presente desconhecido de 3 de abril de 1985, disputado no Pacaembu (49.724 pagantes), poderia fazer parte desta lista.

### Maiores Artilheiros
Ranking dos maiores artilheiros desse clássico:
Atualizado em29/04/2025
| #   | Jogador            | Gols | Jogos | Média | Clubes pelo qual fez gol |
| --- | ------------------ | ---- | ----- | ----- | ------------------------ |
| 1°  | Bruno Henrique     | 6    | 8     | 0,75  | Flamengo                 |
| 2°  | Pedro              | 6    | 11    | 0,54  | Flamengo                 |
| 3°  | Magno Mocelin      | 4    | 4     | 1,00  | Flamengo                 |
| 4°  | Liedson            | 4    | 5     | 0,80  | Corinthians e Flamengo   |
| 5°  | Zico               | 4    | 7     | 0,57  | Flamengo                 |
| 6°  | Marcelinho Carioca | 4    | 12    | 0,25  | Corinthians e Flamengo   |
| 7°  | Romário            | 3    | 3     | 1,00  | Flamengo                 |
| 8°  | Sócrates           | 3    | 4     | 0,75  | Corinthians              |
| 9°  | Renato Gaúcho      | 3    | 6     | 0,50  | Flamengo                 |
| 10° | Guerrero           | 3    | 7     | 0,42  | Corinthians e Flamengo   |
| 11° | Gabriel Barbosa    | 3    | 8     | 0,37  | Flamengo                 |
| 12° | Biro-Biro          | 3    | 8     | 0,37  | Corinthians              |
| 13° | Jô                 | 3    | 9     | 0,33  | Corinthians              |

Legenda: 
- Em negrito, os atletas que ainda estão em atividade.

## Peculiaridades
- O Corinthians foi fundado em 1910 e o Flamengo em 1895, mas inicialmente como um clube de remo. Em 1911, depois de uma dissidência no Fluminense, surge o Flamengo como time de futebol.
- Os corintianos recebem o apelido de Fiel e os flamenguistas de Nação.
- O Flamengo possui o recorde de público do Campeonato Brasileiro: 155.253 pessoas (3 a 0 no Santos em 1983).
- O Corinthians possui o recorde de goleada do Campeonato Brasileiro: 10 a 1 no Tiradentes (Piauí), em 1983.